# Baeotis euprepes
Baeotis euprepes is een vlindersoort uit de familie van de prachtvlinders (Riodinidae), onderfamilie Riodininae.
Baeotis euprepes werd in 1868 beschreven door H. Bates.